# Park Jung-yang
Park Jung-yang (del coreano: 박중양, 朴重陽); 3 de mayo de 1874-23 de abril de 1959 fue un político, burócrata y filósofo de Corea. 
Conocido también por su seudónimo Haeak (del coreano: 해악, 海岳) y sus nombres japoneses Hochu Sigeyo (朴忠重陽) y Yamamoto Shin (山本信), fue un destacado político projaponés.

## Obras
- Sulhwoi (술회; 述懷)
- Diario del Park Jung-yang (박중양일기; 朴重陽日記)